# Савошко Олександр Андрійович
Олекса́ндр Андрі́йович Савошко (нар. 22 вересня 1998, Львів, Україна) — український футболіст, захисник «Куликів-Білки».

## Біографія
Вихованець «Львову». Сезон 2015/16 років провів у юнацькій команді «Олександрії», за яку зіграв 26 матчів. Наступного сезону повернувся до «Львова», який виступав в аматорському чемпіонаті України (17 матчів). У 2017 році виступав за молодіжну команду «Вереса» (8 матчів). Під час зимової перерви сезону 2017/18 років повернувся до «Львова». Дебютував за першу команду «левів» 1 квітня 2018 року в переможному (2:0) домашньому поєдинку 20-го туру групи А Другої ліги проти вінницької «Ниви». Олександр вийшов на поле в стартовому складі та відіграв увесь матч. Зіграв 10 матчів у Другій лізі. Наступні два сезони відіграв у молодіжній команді «Львова». 30 вересня 2020 року відіграв усі 90 хвилин у програному (0:2) виїзному поєдинку 1/16 фіналу кубку України проти полтавської «Ворскли».
В січні 2021 року підписав півторарічний контракт із рівненським «Вересом». Дебютував за команду в Першій лізі 7 травня в домашньому матчі 25 туру проти херсонського «Кристала».

## Особисте життя
Брат, Володимр Савошко, також професіональний футболіст, виступає за житомирське «Полісся».

## Досягнення
- Переможець чемпіонату України у першій лізі: 2020/21